# Sérgio (general)
Sérgio foi um oficial militar bizantino que esteve ativo na África bizantina durante o reinado do imperador Justiniano (r. 527–565). Filho de um padre de nome Baco, era irmão de dois oficiais bizantinos (Ciro e Salomão) e sobrinho do famoso general Salomão. Quando nomeado governador da Tripolitânia, assassinou 80 dos líderes dos leuatas, o que intensificou as hostilidades com as tribos mouras.
Participou na Batalha de Cílio na qual seu tio foi morto e tornar-se-ia o prefeito pretoriano da África. Nesta posição, adotou uma postura negligente diante dos problemas enfrentados na província, fazendo-se impopular. Ao tomar conhecimento das dificuldades da África, Justiniano enviou os oficiais Areobindo e Atanásio para compartilharem o poder com Sérgio. Isso mostrou-se ainda mais desastroso e Sérgio foi reconvocado. Tempos depois, a pedido de Belisário, foi enviado à Itália com um exército.

## Biografia

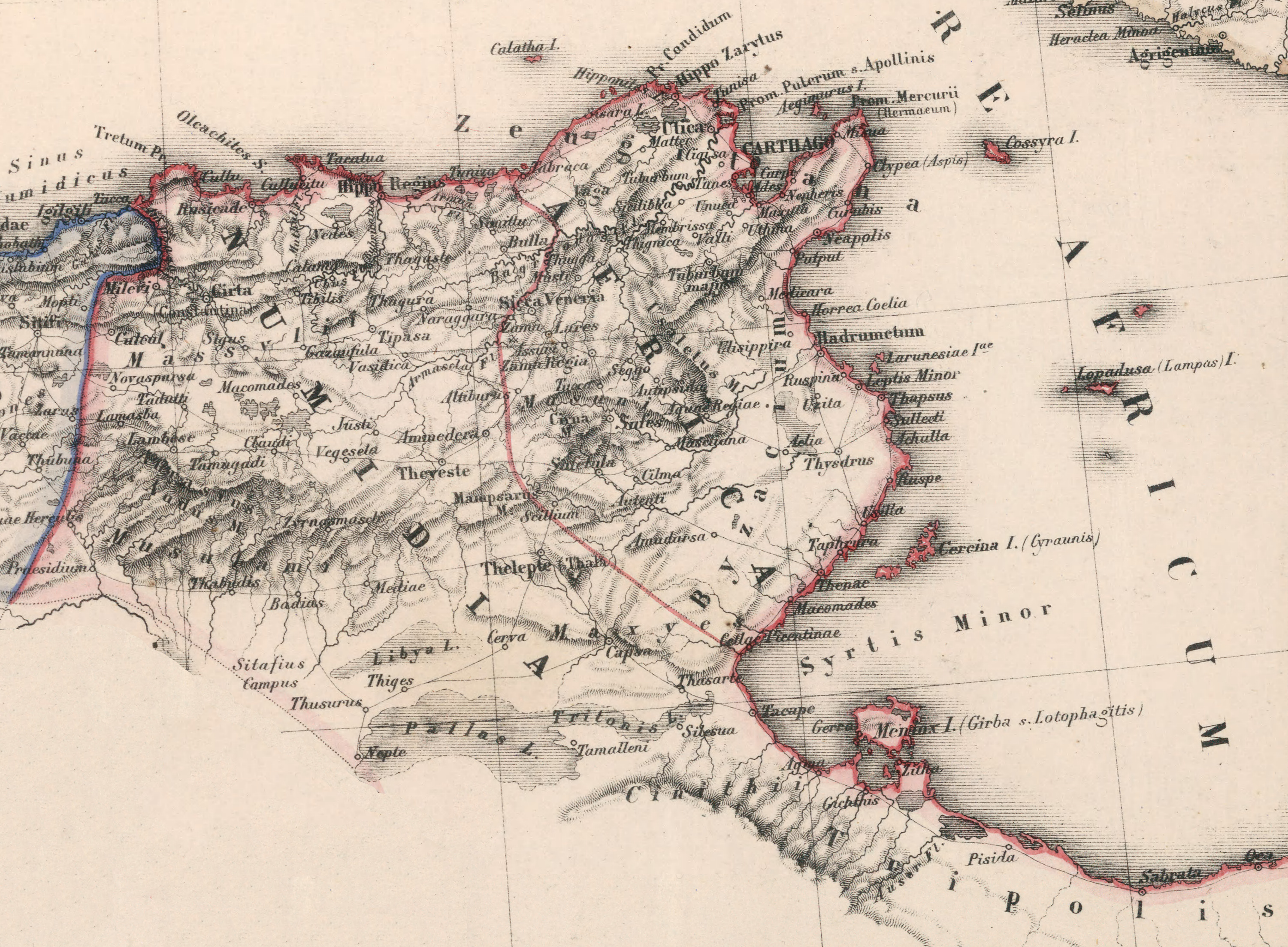
Africa romana, com as províncias de Bizacena, Zeugitânia e Numídia

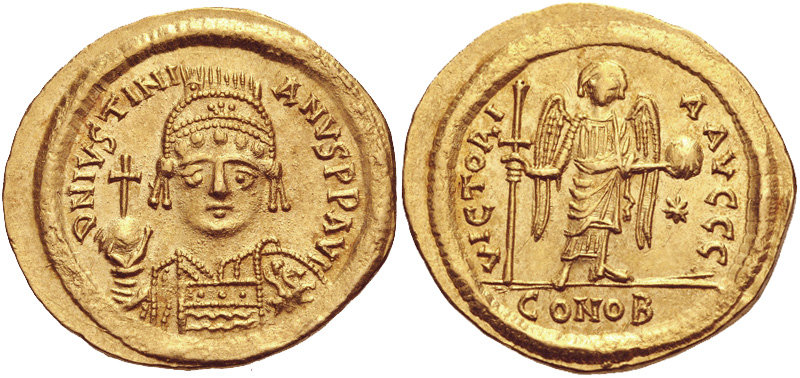
Soldo de Justiniano r.

Sérgio era oriundo duma família de Dara, na Mesopotâmia. Era filho do meio do padre Baco, irmão dos oficiais Ciro e Salomão e sobrinho do famoso general Salomão. É mencionado pela primeira vez em 543 quando foi nomeado duque da Tripolitânia (dux militis Tripolitanae provinciae) e homem espectável (vir spectabilis); as fontes afirmam que ainda era jovem por este tempo. Foi visitado em Léptis Magna, a sede da Tripolitânia, pela tribo moura dos leuatas, que procuravam o habitual pagamento e garantias de paz. Sob conselho do Pudêncio, permitiu que apenas 80 líderes tribais entrassem na cidade, com promessa de que faria aquilo que pediam. Um banquete foi ofertado aos mouros, e nele os líderes berberes foram massacrados. Um deles, no entanto, conseguiu escapar e avisou a seu povo do ocorrido. Uma batalha foi travada nas proximidades de Léptis Magna e os mouros foram derrotados. Muitos deles foram mortos, suas mulheres e crianças escravizadas e seu acampamento saqueado.
Em 544, quando a revolta estava saindo do controle, Sérgio partiu para Cartago em busca de reforços de seu tio Salomão. Ele acompanhou Salomão e seus irmãos Ciro e Salomão na marcha contra o líder tribal Antalas. Esteve acampado junto dos demais em Teveste e presumivelmente participou na Batalha de Cílio, na qual os bizantinos foram derrotados e seu tio pereceu; segundo as fontes, Sérgio deixou seu irmão Salomão para morrer. Após a morte de seu tio, Sérgio foi nomeado pelo imperador Justiniano (r. 527–565) governador da África, sendo a ele concedidos poderes civis e militares; provavelmente foi nomeado mestre dos soldados vacante (magister militum vacans), posto que manteve ao menos até 559, e prefeito pretoriano da África, que talvez reteve até 545, quando Atanásio e Areobindo foram enviados à África.
Segundo Procópio, sua nomeação como governador da África foi um desastre, uma vez que esteve mais preocupado em se esnobar por seu dinheiro e poder, do que de fato administrar a província. Além disso, segundo Procópio, durante seu mandato os soldados foram alienados, entre eles o oficial João. Consequentemente, nenhuma medida foi tomada para impedir o avanço dos mouros comandados por Antalas, nem os rebeldes liderados por Estútias; numa carta para Justiniano, Antalas afirmou que cessaria as hostilidade caso Sérgio fosse demitido e outro general fosse enviado, mas o imperador não acatou o pedido. Segundo o que as fontes revelam, neste momento o exército africano era tão reduzido que foi negado ao padre Paulo, de Hadrumeto, 80 homens para recuperar sua cidade.

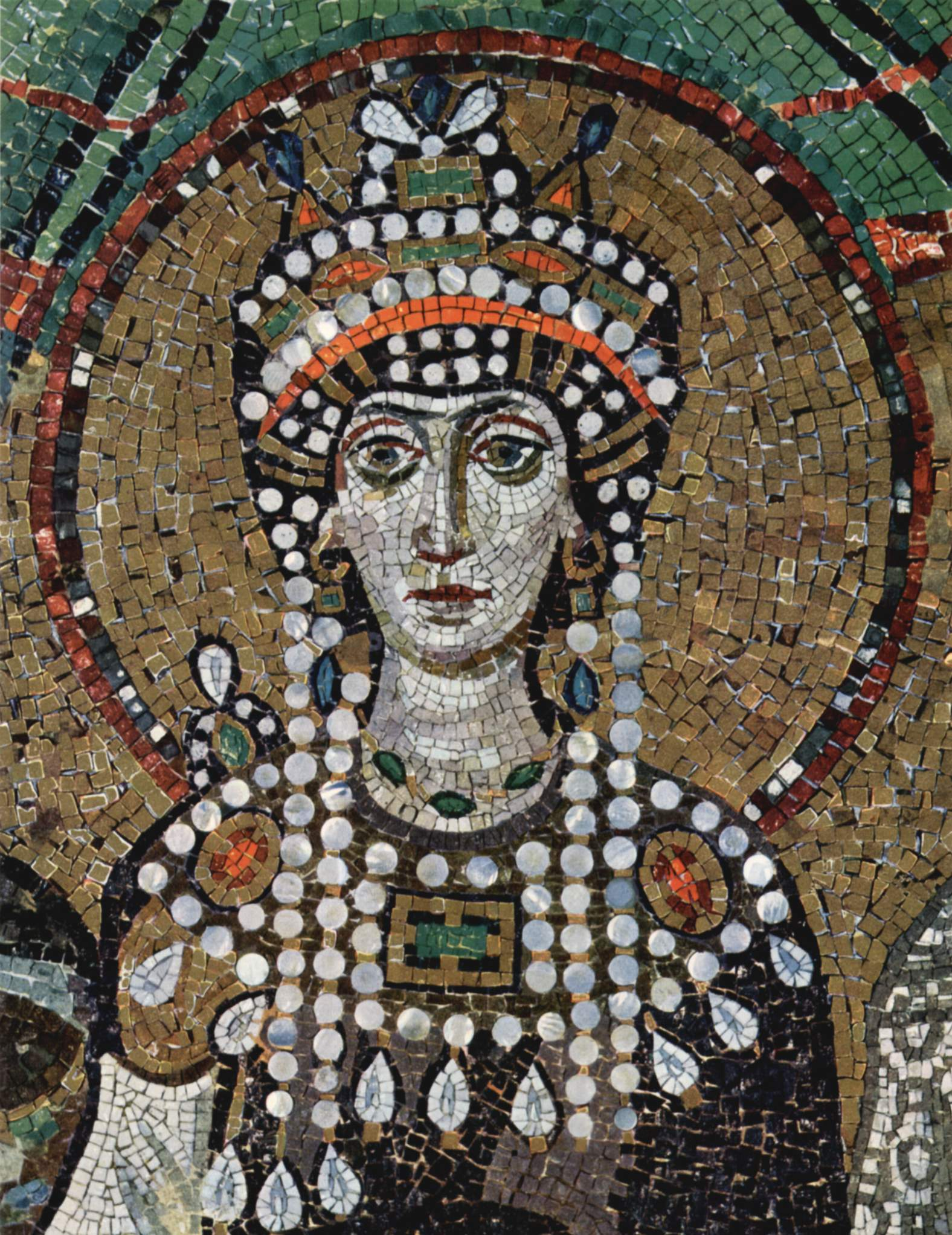
Teodora em detalhe dum mosaico da Basílica de São Vital

Sua crescente impopularidade na província, e os raides rotineiros dos rebeldes e mouros, levou à fuga de muitos ao exterior. Ciente desta situação, Justiniano enviou à África, provavelmente na primavera de 545, o mestre dos soldados Areobindo e o prefeito pretoriano Atanásio. Ao invés de ser chamado de volta, Sérgio compartilhou o comando com Areobindo, enquanto seu posto de prefeito pretoriano foi ocupado por Atanásio. A Sérgio foi ordenado lidar com os mouros da Numídia e a Areobindo, com os de Bizacena. Ao saber que Antalas e Estútias estavam próximos de Sica Venéria (próximo da fronteira com a Numídia), Areobindo enviou o supracitado João para lidar com eles e escreveu para Sérgio requisitando reforços. A solicitação não foi atendida, o que provocou uma pesada derrota bizantina que teve como consequência a morte de João, embora ele tenha sido capaz de matar Estútias. Após esse revés, Sérgio foi reconvocado, e o comando da África passou integralmente para Areobindo; tal fato ocorreu dois meses antes da revolta de Guntárico que terminaria com a morte de Areobindo.
Na corte imperial em Constantinopla, Sérgio angariou o apreço da imperatriz Teodora (r. 527–548), o que lhe livrou de qualquer acusação da má gerência da África. Além disso, foi um dos pretendentes da neta de Antonina, a esposa de Belisário. Mais tarde, provavelmente no outono de 547, foi enviado junto com o príncipe ibérico Pacúrio com um exército à Itália, em resposta ao apelo de Belisário; suas atividades na Itália não foram registradas. É mencionado pela última vez em 559, quando era patrício. Neste ano, quando os cutrigures e eslavos invadiram a Trácia, Sérgio foi roubado e capturado como prisioneiro por Zabergano. Mais tarde, no mesmo ano, foi libertado com pagamento de resgate.